# Волнат-Гроув (округ Гардін, Теннессі)
Волнат-Гроув (англ. Walnut Grove) — переписна місцевість (CDP) в США, в окрузі Гардін штату Теннессі. Населення — 359 осіб (2020).

## Географія
Волнат-Гроув розташований за координатами 35°2′52″ пн. ш. 88°3′51″ зх. д. / 35.04778° пн. ш. 88.06417° зх. д. (35.047911, -88.064140).  За даними Бюро перепису населення США в 2010 році переписна місцевість мала площу 14,91 км², уся площа — суходіл.

## Демографія
Згідно з переписом 2010 року, у селищі мешкало 396 осіб у 164 домогосподарствах у складі 115 родин. Густота населення становила 27 осіб/км².  Було 179 помешкань (12/км²).
Расовий склад населення:
| - 97,5 % — білих - 1,8 % — осіб інших рас |

До двох чи більше рас належало 0,8 %. Частка іспаномовних становила 2,3 % від усіх жителів.
За віковим діапазоном населення розподілялося таким чином: 23,0 % — особи молодші 18 років, 61,1 % — особи у віці 18—64 років, 15,9 % — особи у віці 65 років та старші. Медіана віку мешканця становила 40,1 року. На 100 осіб жіночої статі у селищі припадало 107,3 чоловіків;  на 100 жінок у віці від 18 років та старших — 96,8 чоловіків також старших 18 років.
За межею бідності перебувало 32,4 % осіб, у тому числі 0,0 % дітей у віці до 18 років та 29,8 % осіб у віці 65 років та старших.
Цивільне працевлаштоване населення становило 67 осіб. Основні галузі зайнятості: фінанси, страхування та нерухомість — 50,7 %, виробництво — 29,9 %, транспорт — 19,4 %.